# 美須賀海運
美須賀海運株式会社（みすがかいうん）は、東京都千代田区富士見に本社を置く大王海運グループの船舶管理会社。

## 概要
1994年に大王海運グループの船舶管理・保有部門として発足。船舶管理業は大王製紙向けチップ船から始まり、2000年代初めに第三者向け管理サービスを開始。現在は約160隻の管理・配乗を手掛けている。

## 事業所
- 東京本社（登記上の本店） - 東京都千代田区富士見2丁目2-5 飯田橋メインビル5階
- 四国本社 - 愛媛県四国中央市中之庄町1692-2
- マニラ支店 - 18th Floor Ramon Magsaysay Center,1680 Roxas Boulevard Malate Manila,Philippines

## 沿革
- 1994年1月 - 「美須賀海運株式会社」設立。大王海運から船舶管理業を継承すると共に船員配乗業を開始。
- 1997年7月 - マニラ支店設立。
- 1998年4月 - フィリピンに「MAINE MARINE PHILLIPPINES,INC.」（MMP） 設立。
- 2000年
  - 7月 - フィリピンに船舶管理会社「MISUGA PHILLIPPINES,INC.」設立。
  - 12月 - MMP、ISO9001取得。
- 2003年2月 - 美須賀海運、ISO9001取得。
- 2004年11月 - 香港に船舶管理拠点「美須賀海運（香港）有限公司」設立。
- 2009年
  - 1月 - オランダに船舶管理拠点「MISUGAKAIUN HOLLAND B.V．」設立。
  - 5月 - フィリピンにマンニング会社「MANILA OCEAN CREW MANAGEMENT,INC.」（MOC） 設立。
  - 7月 - フィリピンの商船学校「MARINER’S POLYTECHNIC COLLEGES FOUNDATION」と業務提携開始。
- 2011年2月 - 美須賀海運四国事務所、社屋増築。
- 2014年4月 - ジャパンシップマネージメント株式会社 設立
- 2017年2月 - 美須賀海運、ISO14001取得。
- 2020年7月29日 - 公海上航行中に油を含むビルジ水の排出したとしてフロリダ州連邦裁判所から150 万ドルの罰金を科され、包括的環境コンプライアンス計画の履行を条件とする保護観察を受けた。
- 2021年8月 - 美須賀海運(香港)有限公司、休業。
- 2021年8月11日 - 木材チップ専用船 CRIMSON POLARISが八戸沖で座礁、船体の分断により重油282トンが流出した。[2]

## グループ会社
- ジャパンシップマネージメント株式会社
- MISUGA PHILLIPPINES,INC.
- MISUGA KAIUN HOLLAND B.V.